# تولوگانوفکا (شهرزستان وولودارسکی، استان آستراخان)
تولوگانوفکا (به لاتین: Tuluganovka) یک منطقهٔ مسکونی در روسیه است که در استان آستراخان واقع شده‌است.